# Aoteadrillia
Aoteadrillia é um gênero de gastrópodes pertencente a família Horaiclavidae.

## Espécies
- †Aoteadrillia alpha (L. C. King, 1933)
- †Aoteadrillia apicarinata (P. Marshall & R. Murdoch, 1923)
- †Aoteadrillia asper (Marwick, 1931)
- Aoteadrillia bulbacea (Watson, 1881)[3]
- †Aoteadrillia callimorpha (Suter, 1917)
- †Aoteadrillia consequens (Laws, 1936)
- †Aoteadrillia exigua (Marwick, 1931)
- Aoteadrillia finlayi Powell, 1942
- †Aoteadrillia ihungia (Marwick, 1931)
- Aoteadrillia otagoensis Powell, 1942[4]
- †Aoteadrillia waihuaensis Powell, 1942
- Aoteadrillia wanganuiensis (Hutton, 1873)

Espécies trazidas para a sinonímia
- Aoteadrillia chordata (Suter, 1908):[5] sinônimo de Aoteadrillia wanganuiensis (Hutton, 1873)
- Aoteadrillia rawitensis (Hedley, 1922):[6] sinônimo de Austrodrillia rawitensis Hedley, 1922
- Aoteadrillia thomsoni Powell, 1942: sinônimo de Aoteadrillia wanganuiensis (Hutton, 1873)
- Aoteadrillia trifida Powell, 1942: sinônimo de Aoteadrillia wanganuiensis (Hutton, 1873)